# Krzysztof Głomb
Krzysztof Głomb (ur. 17 maja 1960 w Tarnowie) – polski działacz społeczny, informatyk.

## Życiorys
W roku 1989 uzyskał stopień magistra dziennikarstwa na Uniwersytecie Warszawskim. W latach 1981–1989 był dziennikarzem tygodnika „TeMI” w Tarnowie i krytykiem teatralnym „Gazety Krakowskiej” oraz dwutygodnika „Student” w Krakowie. Podczas studiów pracował jako dziennikarz w Krakowskim Wydawnictwie Prasowym. W latach 1990–1992 był kierownikiem tarnowskiego oddziału „Czasu Krakowskiego”. W latach 1990–1993 był dyrektorem tarnowskiego Ośrodka Teatru „Warsztatowa”. Równocześnie od stycznia 1992 do stycznia 1993 był dyrektorem oddziału krakowskiego Wydawnictwa „Jagiellonia”– redaktorem naczelnym tarnowskiej mutacji „Dziennika Polskiego”.
W latach 1993–1998 był założycielem i dyrektorem Biura Informacji i Promocji Urzędu Miasta Tarnowa oraz „Centrum Informacji Tarnów 2000 plus”, w tej funkcji był koordynatorem projektu „Małopolska on line”. W latach 1994–2022 był radnym Rady Miasta Tarnowa i przewodniczącym jej Komisji Kultury.
W lipcu 1997 r. założył Stowarzyszenie „Miasta w Internecie”, którego został prezesem (we wrześniu 2022 roku został ponownie wybrany na kadencję 2022–2028). W 1998 r. został członkiem Zarządu spółki Municipium S.A., i jej dyrektorem ds. projektów IST i międzynarodowych. W latach 1999–2003 był ekspertem IST, szefem Branżowego Punktu Kontaktowego 5. Programu Ramowego dla administracji lokalnej oraz samorządów przy Instytucie Podstawowych Problemów Techniki Polskiej Akademii Nauk. W 2001 r. pełni funkcję Prezes Zarządu EMCom Sp. z o.o.

## Działalność społeczna i ekspercka
Jest ekspertem w zakresie cyfryzacji sektora publicznego i jej strategicznego rozwoju. Zajmuje się zagadnieniami cyfrowych usług publicznych, smart city i kompetencji cyfrowych jako kluczowych elementów potencjału społecznego i gospodarczego rozwoju Polski.
Propagował europejskie inicjatywy badawcze i pro-innowacyjne. W latach 2002–2003 był polskim delegatem i ekspertem w Komitecie Information Society Technologies (ISTC) w Brukseli, a w okresie 2006–2008 – w eInclusion Sub-Group of i2010 High Level Group. W latach 2006–2009 był członkiem Scientific Steering Committee Institute for Prospective Technological Studies w Sevilli.
Od maja 2004 r. był wiceprezydentem European Local Authorities’ Telematic Network (ELANET) – europejskiej sieci organizacji specjalizujących się w rozwoju społeczeństwa informacyjnego na poziomie lokalnym, a od kwietnia 2007 r. do końca 2008 roku pełnił funkcję prezydenta tej europejskiej organizacji.
Był pomysłodawcą i dyrektorem programowym konferencji INNODIG – Innovation fof digital inclusion, zorganizowanej w roku 2011 w Gdańsku wspólnie z DG INFSO Komisji Europejskiej oraz Ministerstwem Nauki i Szkolnictwa Wyższego, w ramach Polskiej Prezydencji w Radzie Unii.
Był pomysłodawcą projektu Polska Cyfrowa Równych Szans. – największego w Europie programu alfabetyzacji cyfrowej pokolenia 50+, nagrodzonego w 2012 roku nagrodą WSIS Project Prizes 2011, przyznawaną w przez International Telecommunication Union. Jest również autorem koncepcji i koordynatorem Sieci Edukacji Cyfrowej KOMET@ – skupiającej ekspertów edukacji cyfrowej: edukatorów, twórców programów szkoleniowych, metodyków, twórców cyfrowych pomocy dydaktycznych oraz badaczy. Organizował w Tarnowie Kongresy Kompetencji Cyfrowych w latach 2018, 2019 i 2022. Stworzył koncepcję „Kompetencji 4.0” – pakietu kompetencji niezbędnych do życia i pracy w otoczeniu rozwiązań technologii cyfrowych, łączących funkcjonalne i zawodowe kompetencje cyfrowe z kompetencjami transwersalnymi (interpersonalnymi, intrapersonalnymi, medialnymi i w zakresie cybebezpieczeństwa).
W latach 2004–2014 był członkiem Rady Informatyzacji. W latach 2018–2020 był wiceprzewodniczącym Rady ds. Cyfryzacji i zastępcą dyrektora ds. strategii Instytutu Technik Innowacyjnych EMAG w Katowicach. Od roku 2020 jest pełnomocnikiem Ministra Cyfryzacji do spraw współpracy z administracją samorządową Rzeczypospolitej Polskiej oraz do spraw relacji z podmiotami działającymi na rzecz rozwoju kompetencji cyfrowych. W kadencji 2020–2023 jest członkiem Komitetu Informatyki Polskiej Akademii Nauk, gdzie przewodzi Sekcj Edukacji Cyfrowej. Jest członkiem Rady Naukowej Instytutu Badań Edukacyjnych w Warszawie. Był prelegentem na ponad 180 konferencjach i seminariach w kraju i za granicą. Jako pomysłodawca i dyrektor programowy zorganizował 25 edycji konferencji „Miasta w Internecie”.

## Czas wolny
Z zamiłowania podróżnik i patriota lokalny. Większość wolnego czasu spędza w podróży. Eksplorator Azji Południowo-Wschodniej, wielokrotnie odwiedzał Indie oraz Indochiny – Tajlandię, Wietnam, Kambodżę, Laos, a także Birmę. Interesuje się rozwojem w czasach globalizacji, geopolityką w kontekście rozwojowym, historią przemian strukturalnych w basenie Oceanu Indyjskiego i Afryce. Pracuje nad projektem edukacji cyfrowej dzieci w szkołach Gambii. Mieszka w Tarnowie, który jest jego „małą ojczyzną”.

## Nagrody i wyróżnienia
- 1985 – Nagroda Polskiej Sekcji Międzynarodowego Stowarzyszenia Krytyków Teatralnych (AICT/IATC) za krytykę teatralną
- 1988 – Nagroda Artystyczna Młodych im. Stanisława Wyspiańskiego za krytykę teatralną
- 2002 – Nagroda „Kryształowej Brukselki” – przyznawana przez ministra nauki i informatyzacji za szczególne osiągnięcia w dziedzinie realizacji innowacyjnych projektów europejskich.
- 2003 – Nagroda im. Marka Cara – wyróżnienie za wybitne osiągnięcia na polu rozwoju informatyki w polskiej administracji publicznej.
- 2009 – Odznaczony Srebrnym Krzyżem Zasługi za zasługi dla rozwoju społeczeństwa informacyjnego[15].
- 2018 – lider zespołu wyróżnionego nagrodą Architekt Rozwoju 2018 nadawaną przez UN Global Compact Programme w Polsce[16].